# 環真吾
環 真吾（たまき しんご、1968年 - ）は、日本テレビ放送網事業局通販事業部所属の元バラエティー局プロデューサー。

## 人物
- 慶應義塾大学経済学部卒業後、1993年入社。
- 同局では主にバラエティ番組を担当し、主に藤井淳チーフプロデューサーの番組に携わっていた。
- 2003年にプロデューサーに昇格。元々は増田一穂、吉田真の下で情報番組を担当していた。
- その後2006年に情報エンタテインメント局のプロデューサーとして政橋雅人、染井将吾チーフプロデューサーの下で番組制作に携わる。
- 2008年1月に制作局（一時期のバラエティー局）に移籍し現在に至る。かつては安岡喜郎、中村英明、森實陽三チーフプロデューサーの番組にも携わっていた。
- 2011年7月1日付けで制作現場から離れ、営業局所属に。
- 2015年6月1日付けで現職。

## 過去担当した番組

### 情報番組
- 汐留スタイル!
- Click!
- ラジかる!!
- ラジかるッ
- 女神のマルシェ

### バラエティ番組
- AX MUSIC-TV
- 中井正広のブラックバラエティ
- オジサンズ11
- 笑殿
- 時空間☆世代バトル 昭和×平成 SHOWはHey! Say!
- 音楽戦士 MUSIC FIGHTER
- 天才!志村どうぶつ園
- AKBINGO!
- 魔女たちの22時
- 嵐にしやがれ

### スペシャル番組
- あの人は今!?
- 天国のスタア
- 24時間テレビ 「愛は地球を救う」
- ザッツ宴会テイメント
- ビートたけしの今まで見たことないテレビ
- うたゲーTOWN
- くりぃむしちゅーの最強アイドル大百科
- ものまねグランプリ（第2回-第4回）
- 好きになった人（第4回まで）
- 堂本光一のアンラッキー研究所（第4回まで）